# Body art (romanzo)
Body art  (The Body Artist) è un romanzo pubblicato nel 2001 dallo scrittore Don DeLillo.

## Trama
Rey Robles, regista e poeta, e  Lauren Hartke, body artist, sono sposati. L'inizio del romanzo descrive un tranquillo spaccato di vita familiare. Col dispiegarsi della narrazione, quanto mai ipnotica, scopriamo che il regista si è suicidato nella casa della ex moglie a New York, e la donna è da sola nella loro casa del Maine a metabolizzare la perdita. Romanzo fortemente intimista, abitato da fantasmi della mente, Body Art si discosta dalla conosciuta produzione di De Lillo volta ad analizzare lo stile di vita e le nevrosi americane, per addentrarsi in un territorio maggiormente rarefatto dai tratti fortemente psicologici.

## Opere derivate
Nel 2016 è stato presentato il film À jamais, basato sul romanzo di DeLiLllo: il lavoro è diretto da Benoît Jacquot e interpretato da Mathieu Amalric, Julia Roy e Jeanne Balibar; musiche di Bruno Coulais.

## Edizioni in italiano
- Don DeLillo, Body art, traduzione di Marisa Caramella, Torino: Einaudi, 2001
- Don DeLillo, Body art, traduzione di Marisa Caramella, Torino: La Stampa, 2006